# Anna Zippel
Anna Zippel, født 1630-tallet, død i 1676, var en svensk heks, sammen med sin søster Brita Zippel den mest kendte af de mange kvinder, der blev dømt som heks i de svenske hekseforfølgelser fra 1668 til 1676.

## Liv
Anna var ikke nogen typisk heks, hun var en respekteret og velbjærget borgerkvinde i Stockholm; hun var gift med Bengt Bråk, som ejede et bageri og en mølle, selv lavede og solgte hun forskellige medicinske præparater sammen med veninden Anna Månsdotter. Hun forsørgede også sin søster Brita, som to gange før blev anklaget for hekserier. Hun blev beskrevet som en elegant kvinde i fine klæder; børnene sagde, at det var Anna, som klædte dem til brud med Satan, at hun var dronning på hekseforsamlingerne, og at hun spillede terning med sin søster om, hvem der skulle sætte ild til det kongelige slot. 
Som for de fleste svenske hekse var den vigtigste anklage mod hende, at hun førte børn til heksemøderne. 50 vidnede mod hende i retssagen. 
Annas forsvarede sig stolt og beundringsværdigt ved retssagen. Hun sagde, at hun var blevet anklaget, fordi hun var succesrig i forretningssager, og at det ikke spillede nogen rolle, hvor mange der vidnede mod hende, hun var og blev uskyldig, og intet ville forandre dette, om så alle præster i hele landet vidnede mod hende. 
Sammen med søsteren og Anna Månsdotter blev Anna Zippel dømt, halshugget og siden brændt.
Da hun meddeltes domen, svarede hun; "Nå! Jeg er fortvar uskyldig. Gud förlåde er för den domen." 